# Réginald Martel
Pour les articles homonymes, voir Martel.
Réginald Martel (né le 28 septembre 1936 à Amos, en Abitibi,, et décédé le 30 mars 2015 à Québec) est un animateur, chroniqueur, critique littéraire, journaliste et écrivain québécois. 
Il est le frère d'Émile Martel et l'oncle de Yann Martel.

## Biographie
Il a fait des études en littérature à l'Université Laval. En 1960, il collabore, avec Paul Gérin-Lajoie et Arthur Tremblay, aux travaux préparatoires à la création du ministère de l'Éducation et de la Commission Parent. 
Il est présentateur-animateur à la radio de la Société Radio-Canada ou à ses stations affiliées de 1956 à 1997, aux émissions Partage du jour, Présent (édition nationale), Présent à l'écoute, Book-Club, Le magazine économique, Signes des temps….
Parallèlement, il est aussi journaliste au service politique de La Presse (Montréal) de 1965 à 1968, puis chroniqueur et critique littéraires, jusqu'en 1997. Et il participe à quelques jurys, dont ceux du Grand Prix littéraire de la Ville de Montréal et des prix Athanase-David, prix Ringuet de l'Académie des lettres du Québec et prix Ludger-Duvernay.
En 1972, il fut candidat dans la circonscription d'Outremont sous la bannière du Parti Rhinocéros.
Le fonds d'archives de Réginald Martel est conservé au centre d'archives de Montréal de Bibliothèque et Archives nationales du Québec.

## Honneurs
- 1991 : Médaille de l'Académie des lettres du Québec (alors, l'Académie canadienne-française)[1]
- Médaille d'or de la Renaissance française[3]
- 1998 : Membre de l'Académie des lettres du Québec[1]
- Prix de l'éducation économique du Conseil du patronat du Québec[1]